# Jasper Mauritsz Ganderheyden

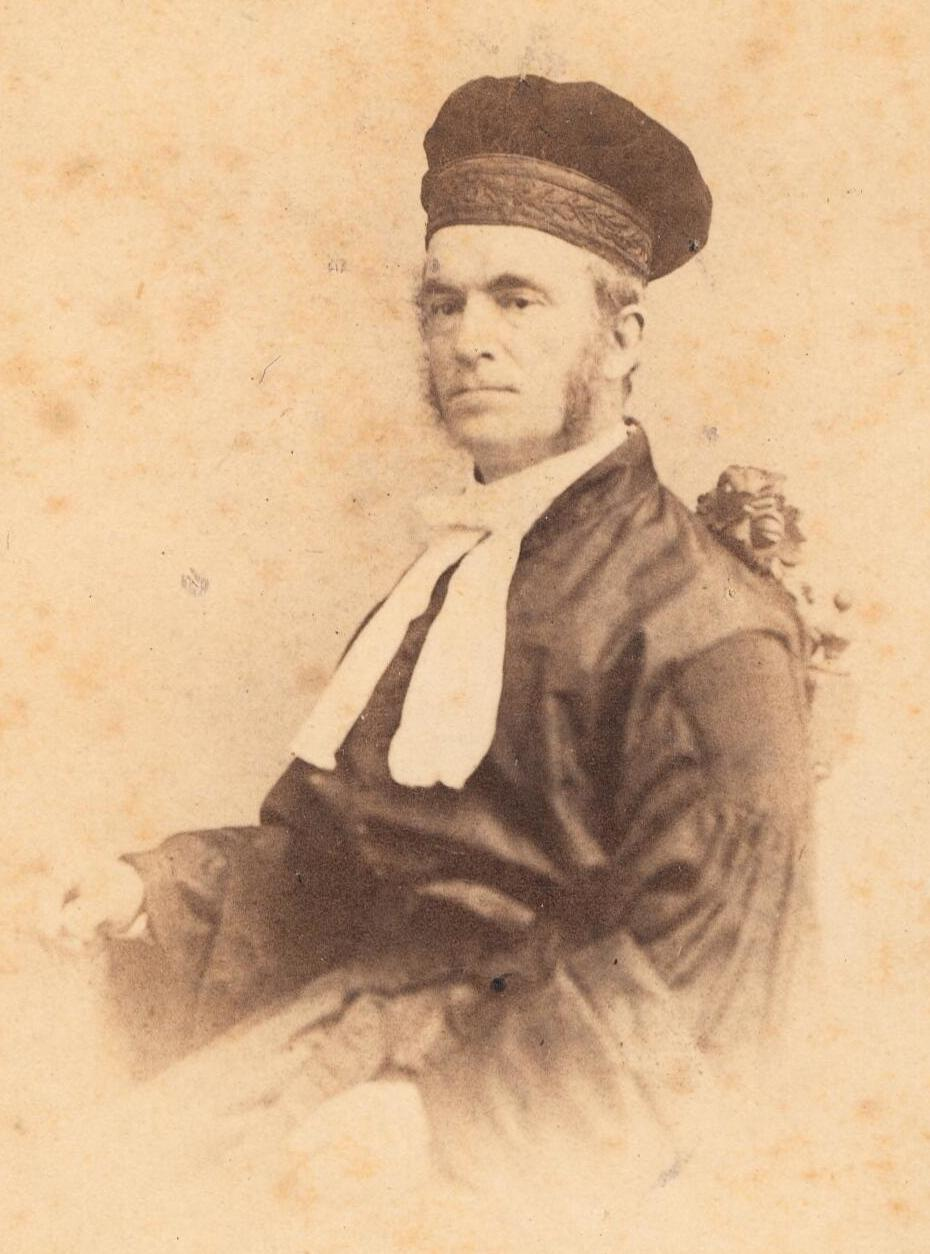
Jasper Mauritsz Ganderheyden

Jasper Mauritsz Ganderheyden (Den Bosch, 28 september 1819 – Barneveld, 16 maart 1888) was een Nederlands, in Suriname actief jurist en politicus.
Hij werd geboren als zoon van Jan Frederik Ganderheijden en Andrea Helena Roelofs. Hij is in 1844 aan de Universiteit Leiden gepromoveerd op het proefschrift Locatione conductione operarum. Mauritsz Ganderheyden was griffier bij de arrondissementsrechtbank van Eindhoven tot hij in 1859 benoemd werd tot president van het gerechtshof in Suriname. Bij de invoering in 1869 van het Surinaamse Hof van Justitie volgde zijn benoeming tot president van dat hof. Hij ging in 1876 met pensioen waarbij A.J. van Emden hem opvolgde als president van het Hof van Justitie.
In 1866 kreeg Suriname met de Koloniale Staten een parlement. De gouverneur benoemde Mauritsz Ganderheyden toen tot lid en voorzitter daarvan. Een jaar later gaf hij die functies op vanwege een reis naar Nederland. Terug in Suriname werd hij van 1869 tot 1874 opnieuw door de gouverneur benoemd tot lid en voorzitter van de Koloniale Staten.
Ganderheyden keerde terug naar Nederland waar hij in 1888 op 68-jarige leeftijd overleed.